# Meleagru
Meleagru este un erou din mitologia greacă.